# Musa al-Taamari
Musa Suleiman al-Taamari (arabisch موسى سليمان التعمري, DMG Mūsā Sulaimān at-Taʿmarī; * 10. Juni 1997 in Amman) ist ein jordanischer Fußballspieler, der seit Februar 2025 beim französischen Erstligisten Stade Rennes unter Vertrag steht. Der Flügelspieler ist seit August 2016 jordanischer Nationalspieler.

## Karriere

### Verein
Musa al-Taamari begann seine Fußballkarriere bei Shabab al-Ordon in der höchsten jordanischen Spielklasse, der Jordan League. Dort wurde er im Sommer 2016 in die erste Mannschaft befördert, drang innerhalb kürzester Zeit in die Startformation vor und gewann mit der Mannschaft in dieser Saison den Jordan FA Shield.
Im September 2017 wechselte er auf Leihbasis zu Ligakonkurrenten al-Jazeera, wo ihm endgültig der Durchbruch gelang. Dort zeigte er starke Leistungen, erzielte im AFC Cup 2018 sechs Tore, führte seine Mannschaft zum Sieg im Jordan FA Cup und mit drei Toren zum Vizemeistertitel. Aufgrund seiner quirligen, schnellen und explosiven Spielweise wurde er von den Medien bald als jordanischer Mohamed Salah bezeichnet.
Ende Mai 2018 wurde der Wechsel al-Taamaris zum zypriotischen Erstligisten APOEL Nikosia bekanntgegeben, wo er einen Dreijahresvertrag unterzeichnete. Sein Debüt gab er am 11. Juli bei der 1:3-Auswärtsniederlage gegen den litauischen FK Sūduva Marijampolė in der 1. Qualifikationsrunde zur UEFA Champions League 2018/19. Erstmals treffen konnte er am 9. August beim 2:2-Unentschieden gegen den israelischen Hapoel Be’er Scheva in der 3. Qualifikationsrunde zur UEFA Europa League 2018/19. In dieser Saison 2018/19 kam er in 26 Ligaspielen zum Einsatz und steuerte zum gewonnenen Meistertitel neun Tore bei. In der folgenden Spielzeit 2019/20 erzielte er in 20 Ligaspielen drei Tore und bereitete sechs weitere Treffer vor.
Am 5. Oktober 2020 wechselte er zum belgischen Erstligisten Oud-Heverlee Löwen, wo er einen Dreijahresvertrag unterzeichnete. Nach Ablauf dieses Vertrages verließ er den Verein ablösefrei und schloss sich dem HSC Montpellier an. In Montpellier etablierte er sich als Stammspieler. Im Februar 2025 wechselte er für eine Ablösesumme von 8 Millionen Euro zu Stade Rennes, wo er bis zum Saisonende größtenteils von Beginn an zum Einsatz kam.

### Nationalmannschaft
Am 31. August 2016 debütierte er beim 1:1-Unentschieden im freundschaftlichen Länderspiel gegen den Libanon für die jordanischer A-Nationalmannschaft. Sein erstes Tor erzielte er am 23. März 2017 beim 4:0-Sieg im Testspiel gegen Hongkong.
Im Januar 2019 nahm er mit seinem Heimatland an der Asienmeisterschaft 2019 in den Vereinigten Arabischen Emiraten teil. Beim 2:0-Sieg im Gruppenspiel gegen Syrien erzielte er ein Tor und bereitete den weiteren Treffer durch Tareq Khattab vor. Jordanien überstand die Gruppenphase und scheiterte im Achtelfinale gegen den Vietnam.

## Erfolge
Shabab al-Ordon Club
- Jordan FA Shield: 2016

al-Jazira Club
- Jordan FA Cup: 2017/18

APOEL Nikosia
- First Division: 2018/19
- LTV Super Cup: 2019